# Saturnino de Tolosa

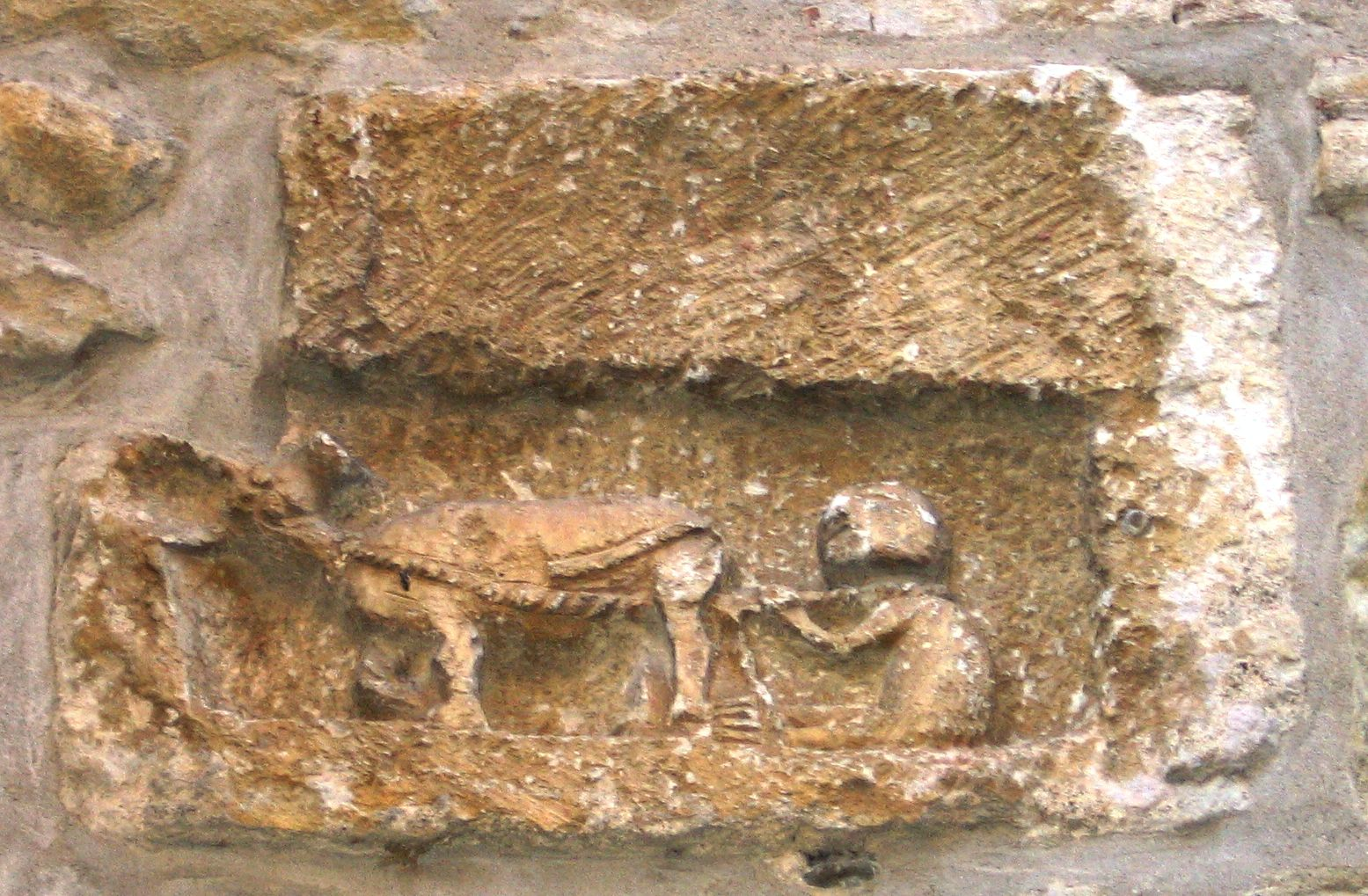
Relevo na igreja de Saint Sernin de Daumazan-sur-Arize, datado do século XII e representando o martírio de São Saturnino

São Saturnino de Tolosa (ou de Toulouse) (morto em Tolosa em 257) foi um missionário romano que pregou nas Gálias, Pirenéus e Península Ibérica. É um dos chamados "Apóstolos para os gauleses", que foi enviado para cristianizar a Gália (provavelmente pelo Papa Fabiano) depois das perseguições durante o consulado de Décio e Grato (250–251) terem feito desaparecer todas as comunidades cristãs exceto as mais pequenas. São Fabiano enviou sete bispos de Roma para a Gália para pregar os Evangelhos: São Gaciano para Tours, São Trófimo para Arles, São Paulo para Narbona, Santo Austremónio para Clermont-Ferrand, São Denis para Paris, São Marçal para Limoges e São Saturnino para Tolosa.

## Nomes
São Saturnino (do latim Saturninus) é também chamado de São Sadurninho em português e em galego (San Sadurniño), Sarnin em occitano, Saturnin ou Sernin em francês, Saturnino, Serenín, Cernín ou Sernin em castelhano, e Satordi ou Saturdi em basco.

## História e lendas
São Saturnino é usualmente considerado o primeiro bispo de Tolosa (Tolosa em latim e em português). A obra perdida Actos de São Saturnino foi usada como fonte histórica pelo cronista São Gregório de Tours (século VI). Segundo a martirologia, Saturnino teria sido filho de Egeu, rei da Acaia, e da sua esposa Cassandra, filha de Ptolemeu, rei dos ninevitas.[carece de fontes?] Os Atos referem que Saturnino teria vivido no século I e seria um dos 120 discípulos de Cristo que estava no Cenáculo aquando do Pentecostes (a descida Espírito Santo aos apóstolos). A sua origem seria grega e teria ido para a Palestina atraído pela fama de João Batista, a qual tinha chegado até à região norte do Mediterrâneo. Posteriormente tornou-se um seguidor de Jesus. Depois do Pentecostes partiu para evangelizar as terras a leste da Palestina sob a autoridade de São Pedro, chegando aos territórios dos persas e dos medos e às províncias adjacentes. Neste período curou milagrosamente doentes, leprosos e paralíticos e libertou almas de demónios. Antes de se ir embora, deixou instruções escritas aos novos cristãos sobre como se deveriam comportar e no que deveriam acreditar.
Saturnino foi depois para Roma com São Pedro, que o consagrou bispo e lhe atribuiu como companheiro Pápulo, que depois viria a ser São Pápulo, o Mártir. Além de Pápulo, São Saturnino teve como discípulo Santo Honesto, que os dois companheiros encontraram em Nimes.
Outras fontes referem que Saturnino nasceu no século III no seio de uma família romana nobre, que entre outras feitos, converteu o Santo Honesto, um camponês. Saturnino e o seu grupo foram presos em Carcassona pelo prefeito romano Rufino, sendo libertados por um anjo. Já em Tolosa realizou curas milagrosas juntamente com São Marçal de Limoges.
Segundo algumas fontes contestadas por alguns autores, Saturnino teria também pregado no que são hoje as comunas de Auch e Eauze. Um pastor da Biscaia de nome Paterno ouviu falar dele e cruzou os Pirenéus para o ouvir. Paterno mostrou-se rapidamente um fervoroso cristão e foi ordenado bispo de Eauze por São Saturnino, que regressou a Tolosa, de onde voltaria a sair para ir para a Península Ibérica na companhia de Honesto, que lá tinha estado por ordens de Saturnino. Pápulo ficou então à frente da diocese de Tolosa. Em Pamplona Saturnino converteu milhares de pessoas e batizou São Firmino. Regressado a Tolosa, soube do martírio de Pápulo.
Fosse porque já existissem alguns cristãos em Tolosa, fosse porque ele fez com que muitas pessoas se convertessem, Saturnino rapidamente conseguiu ter uma pequena igreja.

### Martírio

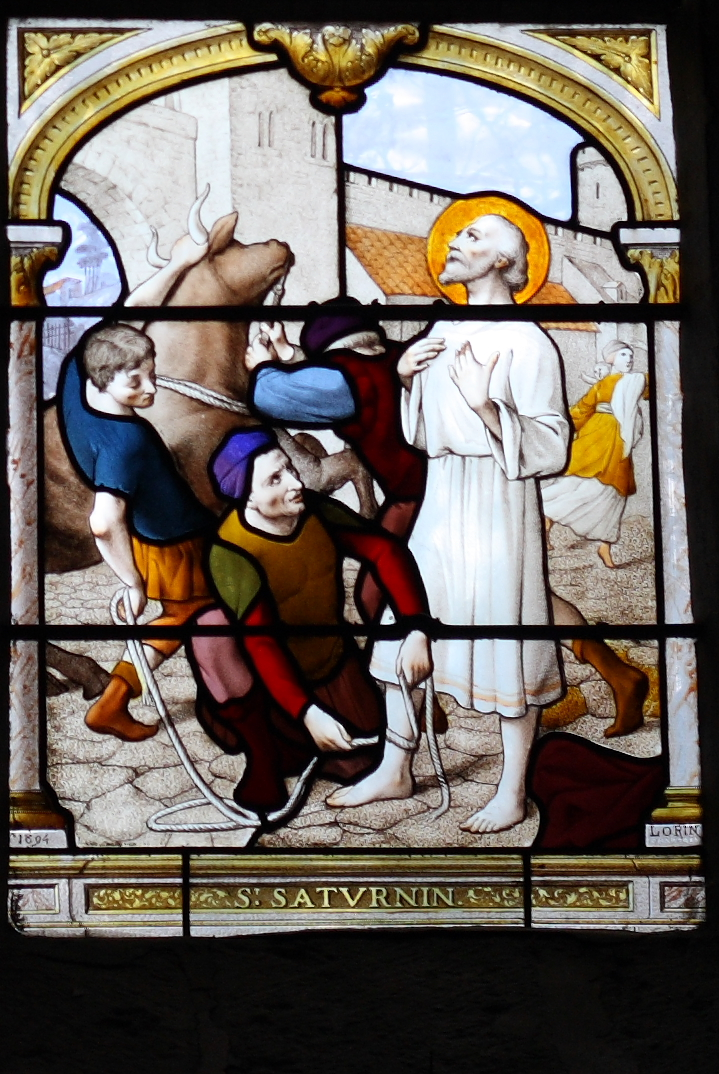
Vitral representando o martírio de São Saturnino na, em Chartres

Os Atos de São Saturnino descreviam o martírio de Saturnino. No caminho para a sua igreja em Tolosa, Saturnino passava em frente ao capitólio (no local onde atualmente se situa a Praça Esquirol), onde havia um templo dedicado a Júpiter Capitolino. Os sacerdotes pagãos atribuíam o silêncio dos seus oráculos à presença frequente de Saturnino. Um dia, quando Saturnino passava perto do altar pagão, onde um touro estava prestes a ser sacrificado, um homem na multidão apontou para o santo dizendo: «Eis aquele que prega em todo o lado que os nossos templos devem ser derrubados e se atreve a chamar demónios aos nossos deuses! É a presença dele que impõe o silêncio aos nossos oráculos!». A multidão cercou Saturnino, prendeu-o com cadeias e arrastou-o para o topo do capitólio, onde lhe ordenaram que oferecesse sacrifícios aos ídolos pagãos e renunciasse a pregar Jesus Cristo. Com a ajuda de um anjo que lhe apareceu, o santo recusou firmemente, dizendo «Conheço apenas um Deus, o único verdadeiro; só a Ele oferecerei sacrifícios no altar do meu coração... Como posso eu recear deuses que vós próprios dizeis que têm medo de mim?». Saturnino foi então atado a um touro pelos pés e arrastado pela escadaria do capitólio, tendo ficado com a cabeça e outras partes do corpo despedaçadas.. O corpo só parou de ser arrastado quando a corda que o prendia se partiu.
Diz-se que o touro parou no local que passou a chamar-se Matabiau (de "matar", como em português, e "biau", touro). Uma inversão deste martírio, a taurotonia, a "matança do touro", é precisamente o rito principal do mitraísmo, uma religião de mistérios que foi uma das principais concorrentes do cristianismo no Império Romano nos séculos III e IV. O ícone mais importante do mitraísmo nos mitreus, os locais de devoção do mitraísmo, era uma representação de Mitra matando um touro. A taurotonia era pintada ou esculpida em relevo, por vezes no altar.[carece de fontes?] Duas jovens cristãs (puellae em latim), que ficaram conhecidas como Les Puelles ou SantasPuelles, recolheram devotadamente os restos do santo e sepultaram-no numa "vala profunda", para que não fossem profanados pelos pagãos. Põe-se como hipótese que a "vala profunda" fosse afinal um mitreu; ainda hoje o maior dos muitos sinos de Tolosa é chamado de "Le Grand Taur" (o grande touro). Ainda segundo a lenda as Santas Puelles foram perseguidas pelos pagãos e por isso fugiram para uma pequena aldeia que atualmente tem o seu nome: Mas-Saintes-Puelles.
O lugar onde se diz que o boi parou fica situado na Rue du Taur, que no tempo dos romanos era uma rua que conduzia ao capitólio da cidade, onde atualmente se situa a Basílica de Saint-Sernin.

## Nossa Senhora do Touro

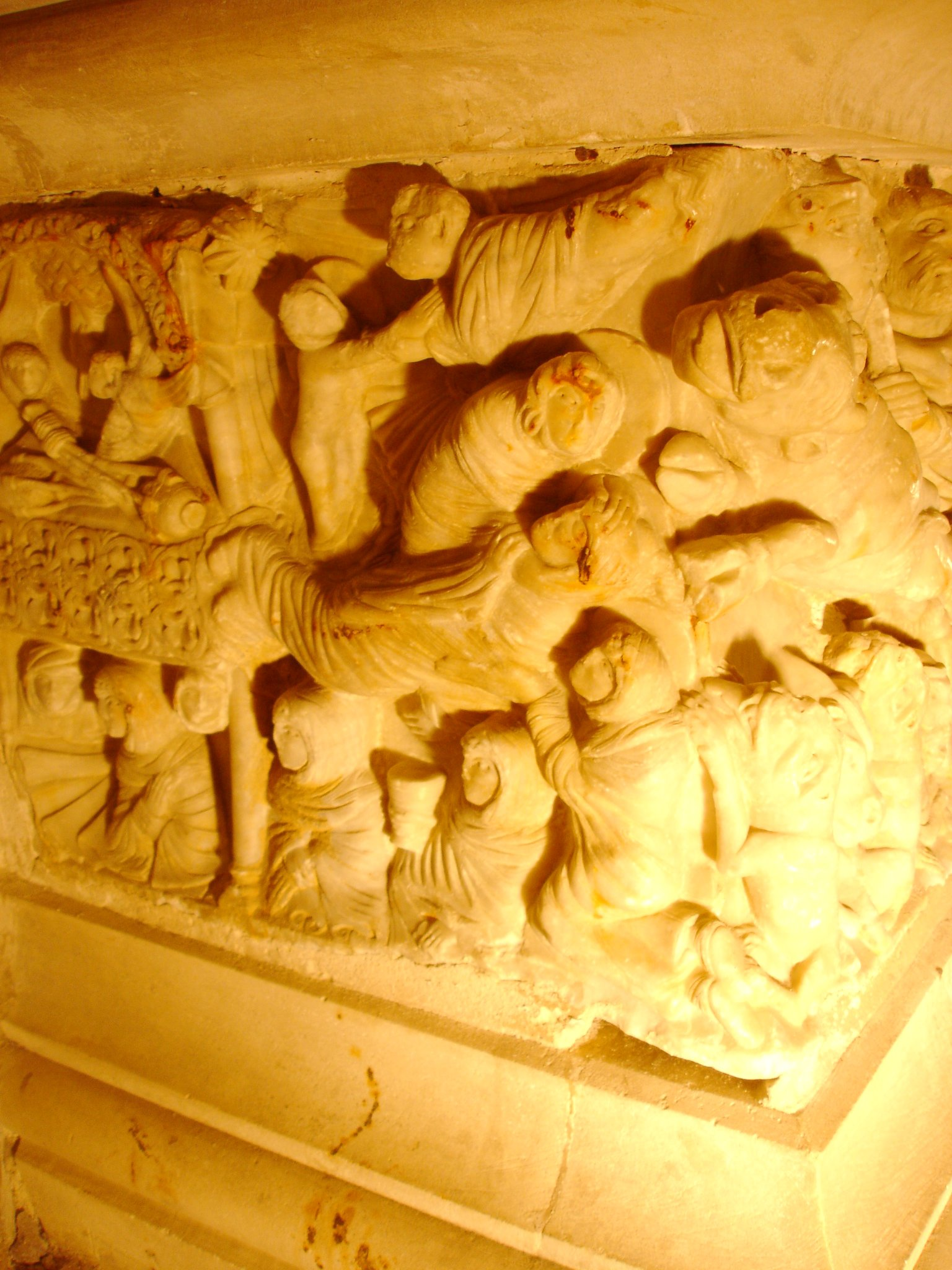
Pormenor do chamado sarcófago de São Sermin, obra do século XII presente na, na aldeia do mesmo nome, em Aude, França

A sepultura esteve supostamente esquecida durante um século após a morte do santo, e quando foi descoberta, Hilário, bispo de Tolosa entre 358 e 360, mandou construir uma pequena capela ou oratório em madeira no local para guardar as relíquias sobre o que os guias modernos chama a "cripta romana", onde ele tinha sido enterrado.[carece de fontes?] Essa capela foi também esquecida, tendo sido reencontrada no século VI pelo duque de Leunebaldo, que aí construiu uma igreja dedicada a São Firmino do Taur. Atualmente encontra-se no local a Igreja de Notre-Dame du Taur (Nossa Senhora do Touro), uma construção gótica do século XIV que substituiu edifícios mais antigos.[carece de fontes?]
No fim do século IV, a afluência de peregrinos que enchiam o lugar da sepultura levou o bispo Silvius a construir uma igreja maior noutro local, a qual foi concluída pelo seu sucessor Exupère em 402. O corpo do santo foi transladado para a nova igreja, que atualmente constitui a cripta da basílica românica que existe atualmente, um dos edifícios que define o estilo românico no sul de França. O corpo do santo esteve sepultado no cruzeiro até 1284. A basílica não é a catedral da cidade, a qual é dedicada a Santo Estêvão.[carece de fontes?]
Ao mesmo tempo, o bispo pegou nos Actos oficiais de Saturnino, os Passio antiqua e reescreveu-os como um panegírico que substituíram os originais, embelezando-os com detalhes coloridos e lendas devotas ligando Saturnino à fundação das igrejas de Eauze, Auch, Amiens e Pamplona. Essas lendas, contudo, não têm fundamentos históricos.